# サヴォイ (芸術誌)
『サヴォイ』(The Savoy) は、19世紀末イギリスのデカダンス芸術誌。『イエロー・ブック』誌から追放されたオーブリー・ビアズリーが、1895年の夏、アーサー・シモンズと共に創刊した。絵画部主任はビアズリー、文芸部主任はシモンズ、発行人はレナード・スミザーズ。誌名はビアズリーの発案により、当時ロンドンに新しく完成したばかりのホテルの名から採用した。
1896年1月、第1号を発行。シモンズの影響による急進的な芸術至上主義を主調とし、ビアズリー追放以後の『イエロー・ブック』のライバル誌として物議をかもした。（第1号の表紙では、当初ビアズリー描くところの裸体小天使の像が『イエロー・ブック』に小便を引っかけていたが、寄稿者の一人ジョージ・ムーアからの苦情により、この絵は無難な内容に差し替えられて発行された。）執筆者はバーナード・ショーやハヴロック・エリス、マックス・ビアボーム、W・B・イェイツなど。ビアズリーによる好色小説『丘の麓で』は第1号と第2号に分載されたが、作者の健康上の理由により中絶を余儀なくされた。
『イエロー・ブック』同様、『サヴォイ』にオスカー・ワイルドは全く登場しなかったが、公序良俗上の理由から大手取次店W・H・スミス社に取扱を拒否されたため、1896年12月、第8号を以て廃刊に追い込まれた。